# Кубок Мальти з футболу 2010—2011
Кубок Мальти з футболу 2010–2011 — 73-й розіграш кубкового футбольного турніру на Мальті. Титул здобула Флоріана.

## Календар
| Раунд            | Дата                 | Матчі | Клуби   |
| ---------------- | -------------------- | ----- | ------- |
| Попередній раунд | 10 листопада 2010    | 1     | 21 → 20 |
| Перший раунд     | 12-14 листопада 2010 | 8     | 20 → 12 |
| Другий раунд     | 19 січня 2011        | 4     | 12 → 8  |
| 1/4 фіналу       | 19-20 березня 2011   | 4     | 8 → 4   |
| 1/2 фіналу       | 14-15 травня 2011    | 2     | 4 → 2   |
| Фінал            | 22 травня 2011       | 1     | 2 → 1   |

## Попередній раунд
| Команда 1          | Рахунок | Команда 2             |
| ------------------ | ------- | --------------------- |
| 10 листопада 2010  |         |                       |
| П'єта Готспурс (2) | 6:0     | Мсіда Сент-Джозеф (2) |

## Перший раунд
| Команда 1               | Рахунок | Команда 2          |
| ----------------------- | ------- | ------------------ |
| 12 листопада 2010       |         |                    |
| Лія Атлетік (2)         | 0:3     | Флоріана           |
| Джинглі Свалловс (2)    | 3:5 дч  | Моста (2)          |
| Марсашлокк              | 1:0     | Мкабба (2)         |
| Хамрун Спартанс         | 5:0     | Меліта (2)         |
| 13 листопада 2010       |         |                    |
| Гіберніанс              | 4:0     | П'єта Готспурс (2) |
| Бальцан (2)             | 1:3     | Таршіен Райнбоус   |
| 14 листопада 2010       |         |                    |
| Вікторія Готспурс (1-G) | 2:4     | Вітторіоса Старс   |
| Сент-Георгес (2)        | 1:2     | Сент-Ендрюс (2)    |

## Другий раунд
| Команда 1       | Рахунок | Команда 2        |
| --------------- | ------- | ---------------- |
| 19 січня 2011   |         |                  |
| Флоріана        | 1:0 дч  | Моста (2)        |
| Гіберніанс      | 3:2     | Сент-Ендрюс (2)  |
| Марсашлокк      | 0:3     | Вітторіоса Старс |
| Хамрун Спартанс | 2:3 дч  | Таршіен Райнбоус |

## 1/4 фіналу
| Команда 1        | Рахунок      | Команда 2        |
| ---------------- | ------------ | ---------------- |
| 19 березня 2011  |              |                  |
| Сліма Вондерерс  | 3:3 пен. 1:3 | Біркіркара       |
| Валетта          | 1:0 дч       | Гіберніанс       |
| 20 березня 2011  |              |                  |
| Таршіен Райнбоус | 4:2          | Вітторіоса Старс |
| Кормі            | 1:1 пен. 3:5 | Флоріана         |

## 1/2 фіналу
| Команда 1        | Рахунок | Команда 2 |
| ---------------- | ------- | --------- |
| 14 травня 2011   |         |           |
| Таршіен Райнбоус | 0:1 дч  | Валетта   |
| 15 травня 2011   |         |           |
| Біркіркара       | 1:2     | Флоріана  |

## Фінал
| 22 травня 2011 18:00 (EEST) |

| Валетта | 0:1      | Флоріана |
| ------- | -------- | -------- |
|         | Протокол | Вудс 89' |

| Національний стадіон, Та-Калі Арбітр: Пауль Каруана |